# Roman Chłodziński
Roman Marian Chłodziński (ur. 3 października 1909 w Łodzi, zm. 8 marca 1979 w Bydgoszczy) – dziennikarz sportowy, redaktor Rozgłośni Polskiego Radia w Łodzi i we Wrocławiu, dyrektor Rozgłośni Polskiego Radia w Bydgoszczy.

## Życiorys
W 1936 został dziennikarzem sportowym, po wygraniu konkursu na sprawozdawcę sportowego w Polskim Radiu. Podczas II wojny światowej walczył we wrześniu 1939. W 1944 został aresztowany i więziony w więzieniu przy ul. Sterlinga 16 w Łodzi, a następnie wywieziony do obozu koncentracyjnego Mauthausen-Gusen, gdzie jako więzień był zatrudniony w Schrebstubie i Aufnahme Kommando.
W 1948 wstąpił do Polskiej Zjednoczonej Partii Robotniczej. W 1949 rozpoczął pracę ponownie w łódzkiej rozgłośni, gdzie był kierownikiem działu polityczno-informacyjnego, z czasem zostając zastępcą redaktora naczelnego Polskiego Radia w Łodzi, a następnie we Wrocławiu. W latach 1968–1975 był redaktorem naczelnym i dyrektorem pomorskiej rozgłośni Polskiego Radia w Bydgoszczy. Był autorem i prowadzącym audycję „Sportowa zgaduj-zgadula” nadanej pierwszy raz 19 stycznia 1959, zakończonej wraz z jego śmiercią, reaktywowanej w 1982 i definitywnie zakończonej w 2006.
Jednocześnie piastował stanowisko zastępcy członka Komitetu Wojewódzkiego PZPR, w 1959 zostając członkiem Komitetu Wojewódzkiego. W latach 60 XX w., został członkiem Egzekutywy KW PZPR, w latach 70. XX w. zaś należał do Wojewódzkiej Komisji Rewizyjnej KW PZPR oraz Wojewódzkiej Komisji Kontroli Partyjnej KW PZPR. Był także członkiem ZBoWiD – w Łodzi był członkiem zarządu Związku, natomiast w latach 1961–1979 był przewodniczącym Zarządu Okręgu ZBoWiD w Bydgoszczy oraz był członkiem Rady Naczelnej Związku. Działał m.in. w Okręgowej Komisji Badania Zbrodni Hitlerowskich w Polsce oraz był przewodniczącym Międzynarodowego Komitetu byłych więźniów Mathausen. W wojsku uzyskał rangę kapitana.

## Życie prywatne
Był synem Bolesława Chłodzińskiego i Leokadii Cecylii zd. Rogowicz. Jego synem był Włodzimierz Chłodziński – bydgoski dziennikarz radiowy.
Został pochowany na cmentarzu Nowofarnym w Bydgoszczy (kw. 2, rz. 1, grób 157).

## Upamiętnienie
Do 2017 w Bydgoszczy istniała ul. Romana Chłodzińskiego, którą w wyniku dekomunizacji zmieniono na ul. Kazimierza Hoffmanna.

## Odznaczenia
- Medal 10-lecia Polski Ludowej[15]
- Krzyż Kawalerski Orderu Odrodzenia Polski
- Order Sztandaru Pracy II kl.[16]